# Pyrrhurus
Pyrrhurus is een voormalig geslacht van zangvogels uit de familie buulbuuls (Pycnonotidae). De enige soort van dit geslacht is sinds 2007 ingedeeld bij het geslacht Phyllastrephus. 